# 温度風
温度風（おんどふう）とは大気内の温度差を原因として生じる、高度の異なる2点での風の速度ベクトルの差のことである。あくまで差のことであり、実際にそのような風が吹いているわけではない。
まず、気圧が一様であるが気温は一様ではない平面を考える。気圧が一様であるから気圧傾度力は働かず、この平面上では風は吹かない。一方、静水圧平衡の関係式から気温が低いところほど高度が上がった時の気圧の下がり方は大きい。そのため、その平面の上空では気温の高いところの上空が高気圧、気温が低いところの上空が低気圧となり、地衡風の関係より北半球では気温の高いところを右手（南半球では左手）に見るように風が吹く。この風が温度風である。
最初に考えた平面の気圧が一様でなく、平面上で風が吹いている場合には、その上空の風は平面上で吹いている風に温度風の成分を足し合わせたものになる。逆に、上空の風から最初に考えた平面上の風の成分を差し引くと温度風になる。
対流圏では赤道付近がもっとも気温が高く、極に近づくほど気温が下がる。そのためだいたいどこでも温度風は西向きとなっている。そのため高度が高くなるほど西風が強くなっていき、ほぼ対流圏界面でもっとも強くなる。